# L'Aîné des Ferchaux (film)
L'Aîné des Ferchaux is een Franse misdaadfilm uit 1963 onder regie van Jean-Pierre Melville. Het scenario is gebaseerd op de gelijknamige roman uit 1945 van de Belgische auteur Georges Simenon.

## Verhaal
Een ex-bokser wordt lijfwacht van een bankier, die naar de Verenigde Staten reist om zijn fortuin veilig te stellen. Eerst is de bokser van plan om hem te beroven, maar door hun belevenissen onderweg groeien de mannen naar elkaar toe.

## Rolverdeling
| Acteur             | Personage          |
| ------------------ | ------------------ |
| Jean-Paul Belmondo | Michel Maudet      |
| Charles Vanel      | Dieudonné Ferchaux |
| Michèle Mercier    | Lou                |
| Malvina Silberberg | Lina               |
| Stefania Sandrelli | Angie              |
| Barbara Sommers    | Lina               |
| E.F. Medard        | Suska              |
| Todd Martin        | Jeff               |
| André Certes       | Émile Ferchaux     |
| Andrex             | Mijnheer Andrei    |
| Jerry Mengo        | Bankier            |
| Delia Kent         | Prostituee         |
| Ginger Hall        |                    |
| Maurice Auzel      | Bokser             |
| Simone Darot       |                    |